# Шульга Микола Олександрович
Мико́ла Олекса́ндрович Шульга́ (нар. 29 вересня 1943, село Лисе) — український суспільствознавець, соціолог, політичний діяч. Доктор соціологічних наук (1993), професор (2002). Народний депутат України 1-го (1990—1994) та 4-го скликань (2002—2006).
Заслужений діяч науки і техніки України (2003). Лауреат премії НАН України імені М. С. Грушевського (2003). Лауреат Державної премії України в галузі науки і техніки (2014).

## Біографія
- 1958—1962 — студент Луганського будівельного технікуму.
- 1962 — майстер, нормувальник будівельно-монтажної дільниці тресту «Укррадгоспспецбуд».
- 1962—1965 — служба в Радянській армії.
- 1965—1966 — студент Томського держуніверситету.
- У 1969 році закінчив історичний факультет Ростовського державного університету.
- 1969—1970 — відповідальний секретар Ростовського відділення Всеросійського товариства охорони пам'яток історії і культури
- 1970—1972 — служба в Радянській армії.
- 1972—1975 — аспірант.
- 1975—1980 — молодший науковий працівник, старший науковий працівник відділу соціальної психології Інституту філософії АН УРСР
- 1980—1990 — на партійній роботі в апараті ЦК КПУ: інструктор, консультант, завідувач сектору, заступник завідувача відділу, завідувач відділу національних відносин, завідувач відділу науки та навчальних закладів ЦК КПУ.
- 1990—1994 — Народний депутат України 1-го скликання. Голова Комісії з питань державного суверенітету, міжреспубліканських і міжнаціональних відносин.
- 1994—1995 — Міністр України у справах національностей, міграції та культів[2][3][4].
- 1995—2021 — заступник директора Інституту соціології НАН України.
- з квітня 2002 по березень 2006 — Народний депутат України 4-го скликання, обраний за списками Комуністичної партії України. Перший заступник голови Комітету з питань прав людини, національних меншин і міжнаціональних відносин.
- з 2021 — головний науковий співробітник відділу соціальної психології Інституту соціології НАН України[5].

Автор понад 450 наукових робіт. Досліджує етносоціологію, соціології політики, міграції та особистості.

## Нагороди
- Орден «За заслуги» III ст. (1997)[7]
- Премія НАН України імені М. С. Грушевського (2003) — «за цикл праць з проблем давньої і сучасної соціально-політичної історії України»
- Заслужений діяч науки і техніки України (2003)
- Державна премія України в галузі науки і техніки (2014) — «за роботу „Вимірювання соціальних змін в українському суспільстві. Соціологічний моніторинг (1992—2013)“»